# Paederus littoralis
Espèce
Paederus littoralis, le staphylin du littoral, est une espèce d'insectes coléoptères de la famille des staphylinidés.

## Description
Corps brun orangé long d'environ 10 mm, ce staphylin aptère a les élytres verts, très courts, la tête noire ainsi que l'extrémité de l'abdomen.

## Distribution
Eurasie : Europe du Portugal à la Scandinavie, à la Russie, à la Turquie ; Asie : Moyen-Orient ; Afrique du Nord, Afrique de l'Ouest, Afrique de l'Est et Afrique centrale 

## Biologie
Cette espèce (les adultes comme les larves) se nourrit de petites proies dans la végétation de milieux humides : prairies humides, marécages, bords des eaux (d'où son épithète spécifique littoralis). Il ne vit cependant pas qu'au littoral, mais aussi à l'intérieur des terres. 